# Christine Elise
Christine Elise McCarthy (Boston, 12 febbraio 1965) è un'attrice statunitense.

## Carriera
Dopo essersi diplomata alla Boston Latin School nel 1983, Elise viene scelta per un ruolo ricorrente nel serial TV China Beach. Dopo aver interpretato Kyle nel film horror La bambola assassina 2, ottiene un altro ruolo ricorrente nel popolare telefilm Beverly Hills 90210, dove interpreta il personaggio di Emily Valentine. In seguito lavorerà in E.R. - Medici in prima linea e nei film Punto zero con Viggo Mortensen e Limite estremo con Wesley Snipes. Ha lavorato anche come fotografa, con il nome di Christine McCarty. Ritorna nel suo vecchio ruolo di Kyle nel film del 2017, Il culto di Chucky e nella serie TV Chucky.

## Filmografia

### Cinema
- La bambola assassina 2 (Child's play 2), regia di John Lafia (1990) - Kyle Simpson
- Limite estremo (Boiling Point), regia di James B. Harris (1993)
- Il culto di Chucky (Cult of Chucky), regia di Don Mancini (2017) - Kyle Simpson

### Televisione
- Baywatch, serie TV, 1 episodio (1989) - Amy Laederach / Catherine Baker
- L'ispettore Tibbs (In the Heat of the Night), serie TV, 5 episodi (1991-1993) - Lana Farren
- Beverly Hills 90210 (Beverly Hills, 90210), serie TV, 12 episodi (1991-1994) - Emily Valentine
- A League of Their Own, serie TV (1993) - Kit Keller
- E.R. - Medici in prima linea (ER), serie TV, 15 episodi (1995-1996) - Harper Tracy
- Codice d'emergenza (L.A. Firefighters), serie TV, 13 episodi (1996-1997) - Firefighter Erin Coffey
- Mother Knows Best, film TV (1997) - Laurel Cooper
- Streghe, serie tv, 1 episodio (2005) - Diane
- Cold Case - Delitti irrisolti (Cold Case) - serie TV, episodio 3x11 (2006)
- Castle – serie TV, episodio 5x02 (2012)
- Chucky serie TV (2021-2024) - Kyle Simpson

## Doppiatrici italiane
Nelle versioni in italiano delle opere in cui ha recitato, Christine Elise è stata doppiata da:
- Claudia Razzi in Codice d'emergenza, Chucky
- Laura Boccanera in La bambola assassina 2
- Alessandra Cassioli in Beverly Hills, 90210
- Giò Giò Rapattoni in E.R. - Medici in prima linea
- Anna Rita Pasanisi in Cold Case - Delitti irrisolti